# Ojos de fuego (película)
Firestarter (titulada: La niña del fuego en Hispanoamérica y Ojos de fuego en España) es una película estadounidense de ciencia ficción dirigida por Mark L. Lester en 1984 y basada en la novela homónima de Stephen King. El film está protagonizado por Drew Barrymore, David Keith y George C. Scott.

## Argumento
Andrew "Andy" McGee (David Keith) y Victoria "Vicky" Tomlinson (Heather Locklear) son dos compañeros de la facultad universitaria que se conocen tras someterse junto a otros a un experimento médico mediante la inyección de un componente alucinógeno conocido como "Lote-6". Como resultado de dicho experimento, en el que los demás mueren durante el proceso, ambos desarrollan poderes psíquicos: Vicky puede leer la mente y Andy puede inducir hipnosis, aunque el esfuerzo a veces le provoca hemorragias nasales, lo que limita este poder, que de otro modo sería muy fuerte. Ahora casados y fruto de su relación tienen una hija de 8 años llamada Charlene "Charlie" McGee (Drew Barrymore), con grandes habilidades piroquinéticas (el poder de controlar el fuego y el calor) y también puede ver el futuro cercano, para preocupación de sus padres.
Un día tras volver del trabajo, Andy descubre que Vicky ha sido asesinada y Charlie ha sido raptada por hombres del Departamento de Inteligencia Científica, mediante una agencia gubernamental conocida como The Shop, organización responsable de patrocinarle la habilidad de estos y que buscan explotar las habilidades de la niña (se debe a que ellos estaban observando a la familia, ya que el gobierno quería convertir a Charlie en un arma). Finalmente, él consigue rescatarla después de dejar ciegos a los agentes y durante el próximo año están huyendo.
El granjero Irv Manders (Art Carney) y su esposa Norma (Louise Fletcher) acogen a la pareja; Andy le dice a Irv la verdad para que cuando llegue The Shop, esté listo para estar con ellos. Sin embargo, Charlie envía rápidamente a los agentes cuando llegan. Vuelven a huir, pero el poder de Andy se ha debilitado. Van a una cabaña aislada y se preparan para hacer pública su historia pero desafortunadamente, el jefe de The Shop, el capitán James Hollister (Martin Sheen), envía al agente y asesino John Rainbird (George C. Scott) para capturarlos y detener la divulgación de información. Para protegerse, Andy escribe cartas a los principales periódicos, revelando sin querer su ubicación. Después de la captura, el padre y la hija se mantienen separados. Andy es medicado y sometido a pruebas, y se le administran drogas que disminuyen sus poderes. Mientras tanto, Rainbird finge ser "John", un camillero amistoso empleado por The Shop para ganar a Charlie.
Los poderes de Charlie aumentan exponencialmente y ella exige continuamente ver a su padre como le prometieron. Se revela que Andy está fingiendo la aceptación de sus drogas, por lo que sus poderes nunca han disminuido y todo fue una artimaña para hacer que Hollister bajara la guardia. Una vez solo en un paseo lejos de la casa, Andy usa su poder para obtener información de Hollister (como la verdadera identidad de "John") y se las arregla para irse con Charlie esa noche. Le pasa una nota a Charlie y ella inmediatamente le cuenta a Rainbird sobre la fuga. Como ha querido matar a Charlie desde que oyó hablar de ella por primera vez, se esconde en el granero para poder matar a Andy también. Charlie entra primero al granero y Rainbird la convence con éxito de que comience a subir la escalera hacia él. Su plan se frustra una vez que entra Andy y Charlie, en cambio, corre hacia su padre. Ella le dice que está presente y pregunta si pueden llevarlo con ellos, poniéndose triste y enojada por descubrir la verdad, pero le cree a Rainbird cuando dice que no matará a su padre si ella acude a él. Para salvar a su hija, Andy le ordena a Hollister (que aún controla su mente), que dispare a Rainbird. Sin embargo, Rainbird mata a Hollister, después de lo cual Andy, usando sus poderes, hace que Rainbird salte al suelo y se rompa la pierna. Rainbird le dispara a Andy en el cuello, hiriéndolo fatalmente. Luego le dispara a Charlie, pero ella detona la bala y envuelve a Rainbird en el fuego resultante, matándolo.
Andy, herido de muerte y agonizante, le ruega que use sus poderes para derribar las instalaciones después de que él muera. Todo el equipo de seguridad llega a la escena y ella los elimina uno por uno con sus poderes y sale de la propiedad. Charlie hace autostop de regreso a la granja de los Manders y es bienvenida. Poco tiempo después, Charlie e Irv llegan a la ciudad de Nueva York para contar su historia a los medios.

## Reparto
- David Keith es Andrew "Andy" McGee.
- Drew Barrymore es Charlene "Charlie" McGee.
- Freddie Jones es Dr. Joseph Wanless.
- Heather Locklear es Victoria "Vicky" McGee (Tomlinson).
- Martin Sheen es Cap Hollister.
- George C. Scott es John Rainbird.
- Art Carney es Irv Manders.
- Louise Fletcher es Norma Manders.
- Moses Gunn es Dr. Pynchot
- Antonio Fargas es Taxista.

## Producción
La producción tuvo lugar en los alrededores de Wilmington, Chimney Rock y Lake Lure, en Carolina del Norte.

## Banda sonora
La banda sonora es obra del grupo alemán de música electrónica Tangerine Dream, integrado entonces por Edgar Froese, Christopher Franke y Johannes Schmoelling. Incluye 11 composiciones de estilo instrumental que, según valoración del crítico Jim Brenholds para AllMusic, "tiene integridad, un fuerte carácter y el clásico sonido con atmósferas oscuras."

## Recepción
Las críticas recibidas son dispares. En Rotten Tomatoes obtiene una valoración positiva para el 35% de los críticos y el 53% de la audiencia con 55.073 puntuaciones.
En IMDb, con 28.042 puntuaciones, obtiene una puntuación de 6,1 sobre 10.

"Firestarter es una de esas películas que aburre a los críticos y, a menudo aparece, como relleno de fin de semana o tarde en la televisión. Aun así, la película tiene sus momentos. (...) Los fans de los Expedientes-X estarán en casa con la trama de la película sobre una droga experimental administrada a estudiantes universitarios en los años 60 por una agencia secreta del gobierno conocida como The Shop. (...) La actuación y el diálogo ciertamente no son de premio pero sí soportan la película. La música, escrita e interpretada por Tangerine Dream, se adapta perfectamente a la película y, en mi opinión, es uno de los mejores trabajos de Tangerine Dream. Los efectos especiales son convincentes y, a veces, escalofriantes. Los lectores de la novela más vendida de Stephen King estarán felices de saber que esta película es, en su mayor parte, fiel a su historia original, a pesar de un final bastante recortado. En general, si le gustan los thrillers de conspiración con una buena dosis de ciencia ficción, le gustará este, aunque probablemente no sea su favorito."
SkunkWorx (IMDB) 

En Metacritic obtiene una media ponderada entre los críticos de 50 sobre 100 siendo la puntuación más positiva de 80 sobre 100 (Vincent Canby para The New York Times) y la más baja de 20 sobre 100 (Gary Arnold para The Washington Post). Respecto a los usuarios de la página obtiene una puntuación de 5,9 sobre 10.

"Las adaptaciones al cine de Stephen King han sido mixtas a lo largo de los años con algunos ejemplos auténticamente apestosos, pero esto tiene que ser lo peor. Es horrible en casi todos los aspectos. Desde la dirección del diálogo a los efectos especiales. Tu dilo. Es basura. Ver a George C Scott interpretando a un macho alfa fue solo un factor redentor. 1/10"
Tony1984 (Metacritic) 

En FilmAffinity la película obtiene una puntuación de 5,1 sobre 10 con 1.793 votos.

"Con un argumento expléndido Ojos de Fuego narra el drama de una familia con la que experimentaron y de la cual nació una hija con "piroquinesis", es decir, facultad para provocar incendios mentalmente. La película es buena y consigue hacerse creíble, sobre todo en el descontrol que la niña tiene sobre sus poderes y el miedo que provoca en ella usarlos. Sin embargo no consigue dar la misma sensación que el libro transmite y uno que haya leído el libro, tras vera, puede sentirse incompleto. Pero no por ello deja de ser una buena película interesante. Eso sí, es muy triste."
Foomy (FilmAffinity) 